# Takeshi Urakami
Takeshi Urakami (浦上 壮史, Urakami Takeshi) est un footballeur japonais né le 7 février 1969.

## Biographie
Takeshi Urakami est né à Kunitachi, à Tokyo. Il a commencé sa carrière de footballeur professionnel en 1988 avec Nissan Motors (plus tard Yokohama Marinos). Il a joué pour l'équipe première de 1990 à 1996, disputant 103 matchs et marquant 12 buts. Il a également été sélectionné pour l'équipe nationale japonaise de football à une occasion en 1995.
Après avoir pris sa retraite de joueur, Urakami est devenu entraîneur. Il a été entraîneur adjoint de Yokohama F. Marinos de 1997 à 2001, puis entraîneur de l'équipe B de 2002 à 2004. Il a ensuite été entraîneur de Mito Hollyhock de 2005 à 2006, avant de revenir à Yokohama F. Marinos en tant qu'entraîneur adjoint de 2007 à 2011. Depuis 2012, il est entraîneur de l'équipe nationale japonaise de football des moins de 18 ans.

## Palmarès
- Champion du Japon : 1990
- Coupe de l'Empereur du Japon : 1992
- Supercoupe du Japon : 1991